# Os doze irmãos
Os doze irmãos (em alemão: Die zwölf Brüder) é um conto de fadas alemão compilado pelos Irmãos Grimm. Conto violento sobre um rei que decide matar os filhos para que a filha primogênita possa herdar o trono. A história foi incluída por Andrew Lang em O Livro Vermelho das Fadas. Enquadra-se no Tipo 451 do Sistema Aarne-Thompson-Uther de classificação de contos folclóricos, sobre moças que procuram seus irmãos.

## Origem
A história foi publicada pelos Irmãos Grimm na primeira edição de Kinder- und Hausmärchen em 1812 e substancialmente modificada na segunda edição, de 1819. É o conto número 9 (KHM 9). Suas fontes foram Julia R. Ramus (1792–1862) e Charlotte R. Ramus (1793–1858).

## História
Um rei, quando sua esposa engravida pela décima terceira vez, decide que matará os doze filhos caso nasça uma menina, para que esta possa herdar o trono. A mãe avisa os filhos, que fogem e passam a viver na floresta. Dez anos depois, a filha decide ir em busca dos irmãos. Descobre-os numa casa na floresta e passa a viver com eles. Quando esta colhe doze lírios brancos enfeitiçados, os irmãos se transformam em corvos. Para quebrar o feitiço, ela terá que ficar sete anos sem falar nem rir. O rei, ao passar pela floresta, apaixona-se por ela e a toma por esposa. A mãe do rei calunia a rainha, convencendo o rei a matar a esposa incapaz de se defender. Na hora em que esta vai ser queimada viva, esgotam-se os sete anos e os irmãos reaparecem, salvando a moça.